# 勒蒙库尔 (默尔特-摩泽尔省)
勒蒙库尔（法語：Remoncourt，法語發音：[ʁəmɔ̃kuʁ] ⓘ）是法国默尔特-摩泽尔省的一个市镇，属于吕内维尔区。

## 地理
勒蒙库尔（48°39'33"N, 6°44'12"E）面积6.68 平方千米，位于法国大東部大區默尔特-摩泽尔省，该省份为法国东北部内陆省份，是洛林的一部分，北邻比利时、卢森堡，北起顺时针与摩泽尔省、下莱茵省、孚日省和默兹省接壤。
与勒蒙库尔接壤的市镇（或旧市镇、城区）包括：阿夫里库尔、拉加尔德、穆塞、兰特雷、克苏斯。

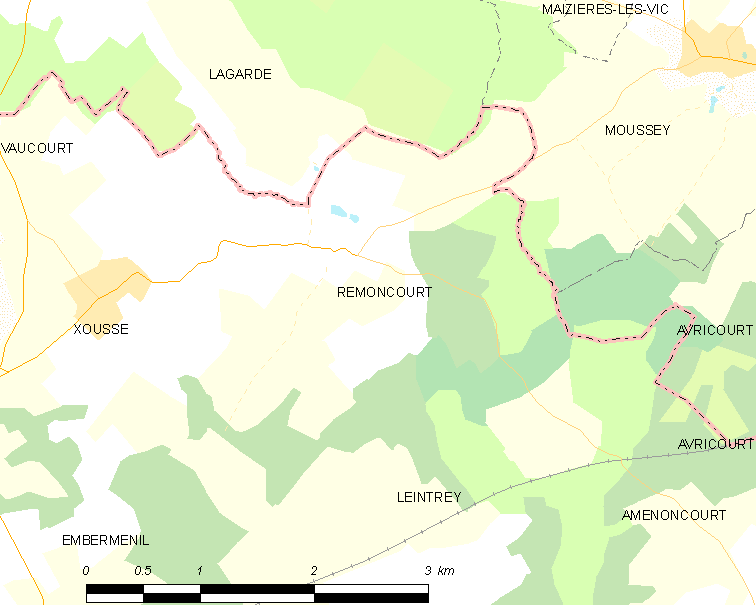
的OSM定位图

勒蒙库尔的时区为UTC+01:00、UTC+02:00（夏令时）。

## 行政
勒蒙库尔的邮政编码为54370，INSEE市镇编码为54457。

## 政治
勒蒙库尔所属的省级选区为巴卡拉县。

## 人口

1962-2008年间人口变化图示

勒蒙库尔于2022年1月1日时的人口数量为41人。